# Tiphobiosis cowiei
Tiphobiosis cowiei är en nattsländeart som beskrevs av Ward 1991. Tiphobiosis cowiei ingår i släktet Tiphobiosis och familjen Hydrobiosidae. Inga underarter finns listade i Catalogue of Life.